# Пуршево (Можайский район)
Пуршево — деревня в сельском поселении Клементьевское Можайского района Московской области. До реформы 2006 года относилась к Павлищевскому сельскому округу. Численность постоянного населения по Всероссийской переписи 2010 года — 121 человек.
Деревня расположена на северо-востоке района, у границы с Рузским, примерно в 10 км к северу от Можайска, по правому берегу реки Искона, высота над уровнем моря 191 м. Ближайшие населённые пункты — Петрово на севере, Воронцово на востоке и Бурцево на западе.